# 14942 Stevebaker
14942 Stevebaker eller 1995 MA är en asteroid i huvudbältet som upptäcktes den 21 juni 1995 av AMOS-projektet vid Haleakalā-observatoriet. Den är uppkallad efter astronomen Steve Baker.
Asteroiden har en diameter på ungefär 11 kilometer och den tillhör asteroidgruppen Ursula.